# Herminia López Santiago
Herminia López Santiago (Santiago Tlazoyaltepec, Oaxaca, 25 de abril de 1965) es una activista social y política mexicana, miembro del partido Movimiento Regeneración Nacional (Morena). Es diputada federal para el periodo de 2024 a 2027.

## Biografía
Tiene estudios hasta el nivel de secundaria, ha sido miembro activo de Morena. En las elecciones de 2024 fue elegida diputada federal por el principio de representación proporcional, postulada por Morena; fue elegida a la LXVI Legislatura de dicho año al de 2027. En ella es secretaria de la comisión de Ciencia, Tecnología e Innovación; e integrante de las comisiones de Educación; y, de Pueblos Indígenas y Afromexicanos.
El 12 de noviembre de 2024 causó notoriedad en los medios y redes sociales, al volverse viral una imagen de ella durmiendo en su curul durante la discusión de una reforma constitucional en la Cámara de Diputados. Ella rechazó haberse quedado dormida, y manifestó que quienes habían compartido dichas imágenes actuaban de «mala fe».